# Blesk

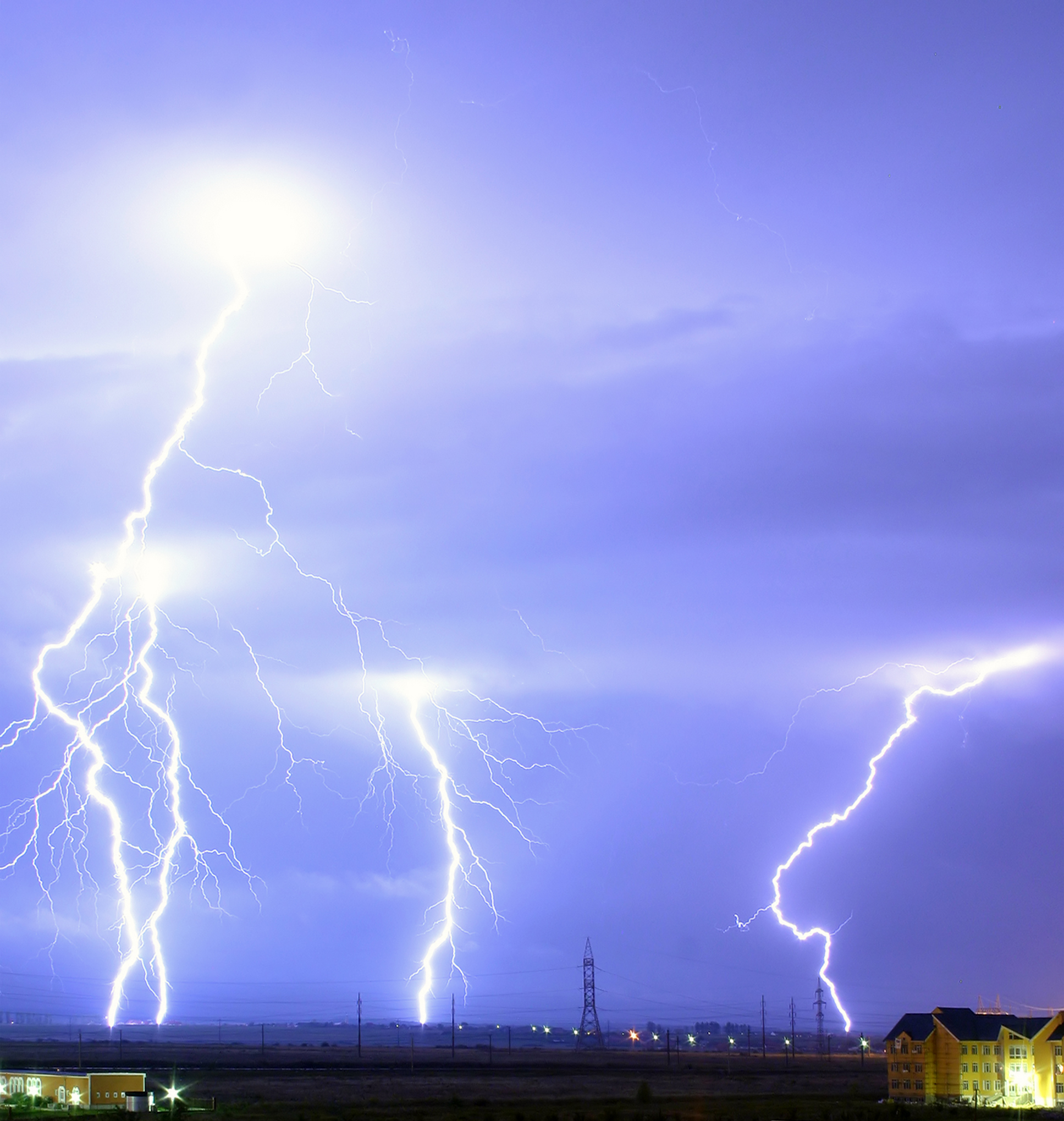
Blesky v rumunském městě Oradea

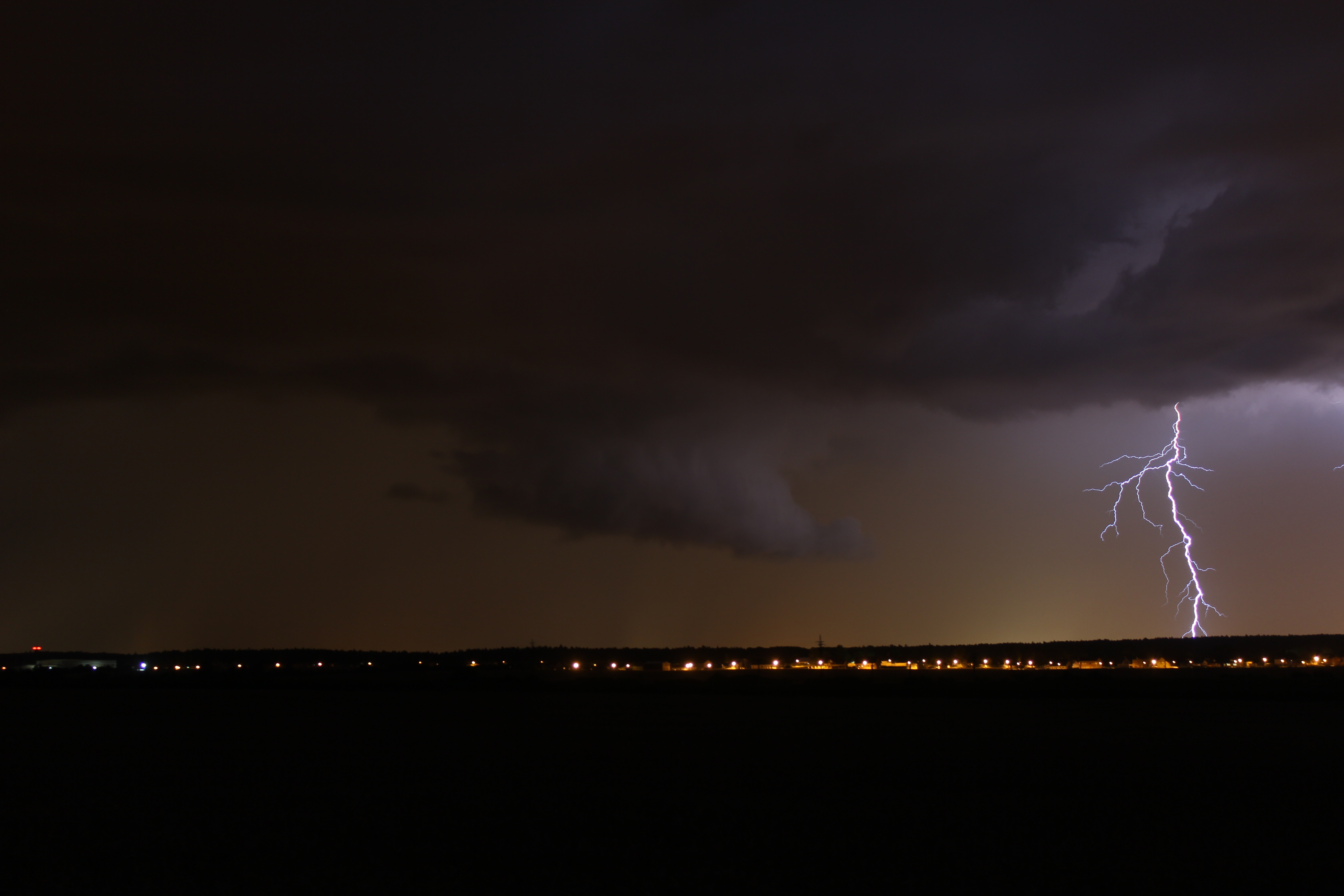
CG blesk a wall cloud nad Prahou - 2.7.2012

Blesk je silný přírodní elektrostatický výboj produkovaný během bouřky. Bleskový elektrický výboj je provázen emisí světla. Elektřina procházející kanály výboje rychle zahřívá okolní vzduch, který díky expanzi produkuje charakteristický zvuk hromu.
Na Zemi mají blesky modro-bílé zabarvení, což je dáno velkým množstvím dusíku v nižších vrstvách atmosféry. Přetvářejí horniny v zemi a vytvoří fulgurit.

## Přeskoková vzdálenost elektrického výboje
Přeskoková vzdálenost elektrického výboje je velmi silně závislá na celkové vlhkosti vzduchu. Obecně platí, že čím je vzduch vlhčí (tedy více nasycený vodními parami), tím je přeskoková vzdálenost menší. Vlhkost vzduchu je ovšem zase silně závislá na teplotě a také tlaku vzduchu. Většina těchto měření je prováděna za konstantní vlhkosti, tlaku a teploty vzduchu. Přírodní blesky se však ve stabilních laboratorních podmínkách nikdy nepohybují. Běžná technická hodnota u vedení velmi vysokého napětí počítá s minimální přeskokovou vzdáleností asi 1 centimetr při rozdílu napětí 10 kilovoltů, tedy minimálně 1 metr při rozdílu napětí jeden milión voltů. Za bouře bývá relativní vlhkost vzduchu extrémně vysoká, často se blíží ke 100 %, teploty a tlaky vzduchu v bouřkových mracích však velmi silně kolísají (samotná bouře je jen důsledek tohoto klimatického kolísání).

## Rychlost a tvary blesků
Vzduch se při úderu ohřeje až na 30 000 °C. Někdy se výboj vydává několika drahami – jedná se o „rozvětvený blesk“. Blesky uvnitř jednoho oblaku se nazývají „plošné“ a ze země je lze vidět jen jako světelné záblesky. Blesky mohou za bouřky v praxi nabývat velmi podivných tvarů i neobvyklých rozměrů, vždy záleží na konkrétních fyzikálních a klimatických podmínkách. Blesk může trvat i několik sekund.

## Fáze blesku
Jako první vznikne v bouřkovém oblaku prvotní elektrický průraz. Trvá kolem 1ms a jeho princip stále není objasněn. Může se jednat o výboj, který překonává hlavní záporná a vedlejší kladná centra oblačného náboje. Hned vzápětí se k zemi rychlostí 200 000 m/s spustí tzv. krokový vůdčí výboj. Pohybuje se po krocích, kdy se vždy obvykle po 50 metrech na 20 - 50 μs zastaví. Celková doba trvání je kolem 10 - 20 ms. Když se čelo výboje dostatečně přiblíží zemi, začne stoupat od země nebo jiného objektu kladný vstřícný výboj. Jakmile se krokový vůdčí výboj a vstřícný výboj spojí, vznikne jasný, záporný, zpětný výboj putující rychlostí přibližně 100 000 000 m/s od země oblaku. Tvoří nejviditelnější část CG blesku a také nejintenzivnější část hromu. Napětí v tomto výboji přesahuje často 100 MV a proud kolem 30 kA (záleží na celkové síle blesku). Zpětným výbojem může blesk skončit, ale přibližně v 50 % případů po J- a K- procesech v oblaku následuje výboj šípový. To je výboj letící k zemi rychlostí 10 000 000 m/s, zpravidla se nevětví a nejeví známky krokového chování. Jeho proud dosahuje až 1 kA. Po jeho doteku se zemí vzniká další zpětný výboj, který má obvykle kolem 15 kA a má mnohem ostřejší proudové maximum. Celkový čas mezi prvním a druhým zpětným výbojem je kolem 60 ms. Po tomto druhém zpětném výboji asi v 50 % případů pokračuje blesk tzv. průběžným proudem. To je víceméně stabilní elektrický oblouk mezi oblakem a zemí trvající až stovky milisekund a mající proud kolem 10-100 A. Během tohoto průběžného proudu se často vyskytuje krátkodobé a obvykle několikanásobné zesílení napětí a proudu, které vnímáme jako jeho blikání. Průběžný proud často stojí za vznikem mnohých požárů.

## Historie výzkumu blesku

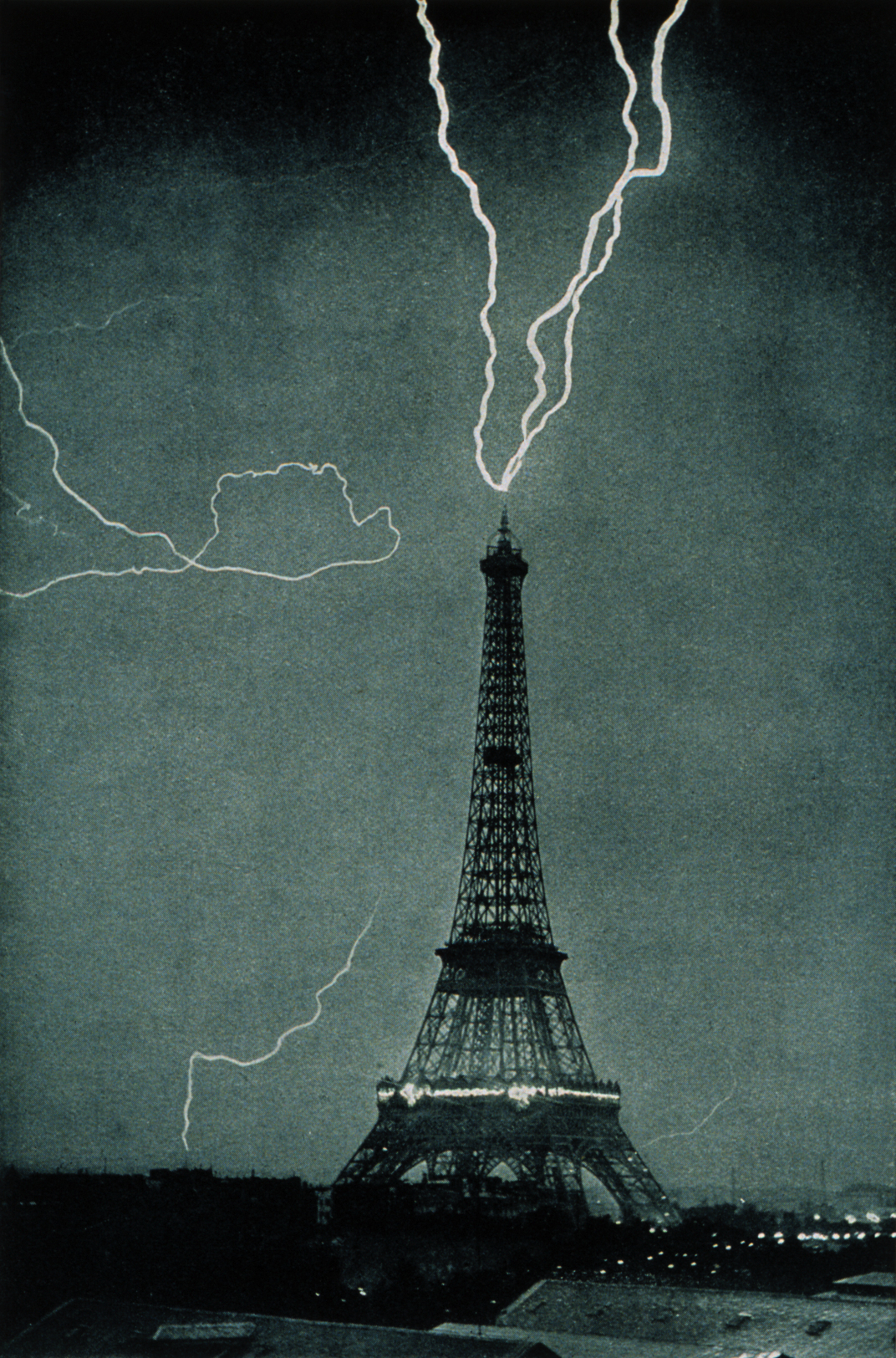
Jedna z prvních fotografií blesků nad Eiffelovou věží, 1902

Během prvotního výzkumu elektřiny pomocí leydenských láhví a jiných instrumentů si mnoho lidí (Dr. Wall, Gray, Abbé Nollet) myslelo, že krátké jiskry sdílejí s bleskem určitou podobnost. Benjamin Franklin zkoušel testovat tuto teorii použitím dlouhé tyče, která měla být vztyčena ve Filadelfii, ale během čekání na její dokončení, dostal nápad použít létající objekt – např. papírový drak.
Během následující bouřky v červnu roku 1752 spolu se svým synem jako asistentem vypustili draka do bouřkových oblaků. Na konec jeho lanka připevnili klíč a uvázali ho na kolík s hedvábnou nití. Časem si Franklin všiml ztráty vláken na lanku vlivem napínání; zkusil dát svou ruku dost blízko ke klíči a mezerou přeskočila jiskra. Padající déšť namočil lanko a udělal ho vodivým.
I když i jiní (Dalibard a Delor) dělali podobné experimenty ve Francii, Franklin navrhl původní nápad s vyvýšeným objektem a jiskrovou mezerou, který i oni použili, a proto je obvykle považován za autora.
Jak se zprávy o experimentu a jeho podrobnostech rozšiřovaly, vyskytly se pokusy o napodobení. Experimenty s bleskem jsou vždy extrémně rizikové a byly často smrtelné. Nejznámější oběť z mnohých imitátorů Franklina byl profesor Richman z Petrohradu (Rusko). V roce 1753 vytvořil podobnou sestavu jako Franklin a byl na zasedání Akademie věd, když uslyšel bouřku. Utíkal domů se svým rytcem na zachycení události pro potomstvo. Během experimentu se objevil velký kulový blesk, srazil se s hlavou Richmana, zanechal červenou skvrnu a on skonal. Jeho boty byly na kusy rozpadlé a ohořelé, části oděvu byly připáleny, rytec byl odhozen, rám dveří místnosti se roztrhl a samotné dveře vypadly ze závěsu.

## Jak je blesk formován
První proces při vzniku blesku je silná separace kladných a záporných nábojů v oblaku nebo vzduchu. Mechanismus procesu je stále objektem výzkumu, ale jedna široce akceptovaná teorie je polarizační mechanismus. Tento mechanismus má 2 složky: první je, že padající kapky ledu a deště se elektricky polarizují během průchodu přírodním elektrickým polem atmosféry, a druhá je, že srážející se ledové částice se nabíjejí elektrostatickou indukcí. Po nabití částic ledu nebo kapek jakýmkoli mechanismem, práce se koná, když protikladné náboje jsou odděleny a energie je uložena v elektrických polích mezi nimi. Drobné krystalky ledu mají tendenci stoupat nahoru a kroupy klesat dolů. Když se vzájemně srazí, krystalky se nabijí kladně a kroupa záporně. Tak se vytváří kladný náboj vrcholu oblaku, záporně nabité kroupy padají do středních a spodních vrstev oblaku, čímž vzniká oblast se záporným nábojem. V této fázi může vzniknout blesk mezi dvěma oblaky. Blesk mezi oblakem a zemí je méně častý. Taková kupovitá oblaka („kumulonimbus“), která neprodukují dost ledových krystalů, obvykle nejsou s to vytvořit dost nábojové separace pro vznik blesku.
Když se tímto způsobem nahromadí dostatek kladných a záporných nábojů, a když se elektrické pole stane dostatečně silným, nastane elektrický výboj mezi oblaky nebo mezi oblakem a zemí, produkuje hrom (tj. zvukový jev). Protože elektrické náboje (pocházející i z kosmických zdrojů) jsou urychlovány elektrickými poli (neviditelná fáze blesku), ionizují vzduchové molekuly, které se pak srážejí dělajíce vzduch vodivým a začínají bleskové výboje. Během výbojů se následující části vzduchu stávají vodivými, když elektrony a pozitivní ionty molekul vzduchu jsou odtaženy od sebe a nuceny proudit v opačných směrech (krokové kanály zvané vodič). Vodivá vlákna rostou v délce. Současně elektrická energie uložená v elektrickém poli proudí radiálně dovnitř do vodivého vlákna.
Když je nabitý krokový kanál blízko země, protikladné náboje se objeví na zemi a zvýší elektrické pole. Elektrické pole je vyšší na stromech a vysokých budovách. Je-li elektrické pole dost velké, výboj může být iniciován ze země a eventuálně se napojit na sestupný výboj z oblaku.
Blesk se může vyskytnout též v mracích z popelu při sopečných erupcích (s délkou výboje až 100 m), písečných bouřích (délka výboje až 1 m) nebo může být způsoben silnými lesními požáry, které vyprodukují dostatečné množství prachu pro tvorbu statického náboje. Dále může dojít ke vzniku blesku při zemětřesení (vycházející z elektrických polí vytvářených seizmickým napětím), při explozích termonukleárních zbraní - např. vodíková bomba (jaderné bleskové výboje o délce až 1 km).

### Negativní blesk
Blesk obvykle vzniká, když je neviditelný negativně nabitý impuls z krokového kanálu vyslán z oblaku. Když se to stane, pozitivně nabitý krokový kanál je obvykle vyslán z pozitivně nabité země nebo oblaku. Když se 2 kanály střetnou, elektrický proud značně vzroste. Oblast vysokého proudu rozšiřuje zpětně pozitivní krokový kanál do oblaku. Tento „zpětný impuls“ tvoří nejjasnější část výboje a je to část, která je opravdu viditelná. Většina bleskových výbojů trvá obvykle asi čtvrtinu sekundy. Někdy několik výbojů prochází nahoru a dolů stejným kanálem, způsobujíce efekt blikání. Hrom vzniká, když výboj rychle zahřeje vodící kanál a vznikne rázová vlna.
Stává se, že proudnice jsou vyslány z několika různých objektů současně, a jen jedna se spojí s vodičem a vytvoří cestu výboje.
Tento typ blesku se nazývá negativní blesk pro vybití negativního náboje z oblaku a zahrnuje přes 95 % všech blesků.
Průměrný blesk nese proud 30 kA a má potenciálový rozdíl asi 100 MV až 1 GV (miliarda voltů). Přemístí se jím náboj asi 15 C.

### Pozitivní blesk

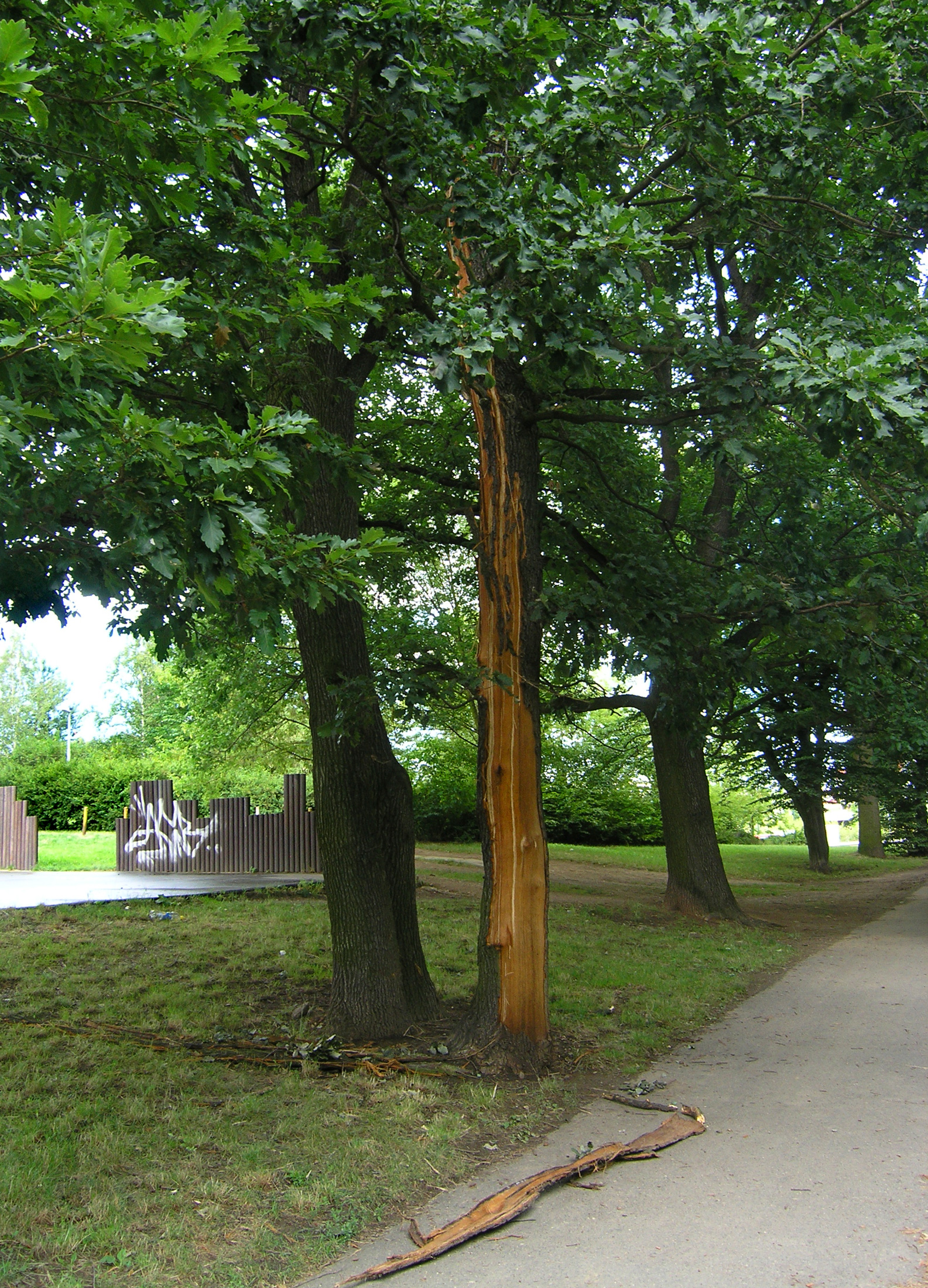
Strom zasažený bleskem

Pozitivní blesk tvoří méně než 5 % všech blesků. Vyskytuje se, když se krokový vodič formuje při pozitivně nabitých vrcholech oblaků s tím důsledkem, že negativně nabitá proudnice je vyslána ze země. Celkovým efektem je vybití pozitivních nábojů do země. Výzkum vedený po objevu pozitivního blesku v 70. létech 20. století ukázal, že pozitivní blesky jsou typicky 6–10krát silnější než negativní blesky, trvají asi 10krát déle a mohou udeřit několik kilometrů od oblaku. Během pozitivního blesku vzniká velké množství rádiových vln o extrémně nízké frekvenci.
Pro svou sílu jsou pozitivní blesky mnohem nebezpečnější. V současnosti nejsou letadla navržena tak, aby odolala tomuto blesku, protože jeho existence byla neznámá v době tvorby standardů a jeho riziko nebylo doceněno až do destrukce větroně v roce 1999. Proto vznikly názory, že to mohl být pozitivní blesk, který způsobil pád letu Pan Am číslo 214 v roce 1963. Pozitivní blesk je teď též považován za původce mnohých lesních požárů.
Pozitivní blesk byl též viděn jak spouští výskyt horních atmosférických blesků. Vyskytuje se častěji v zimních bouřkách a na konci bouřky.
Pozitivní blesk často překvapí svou silou. Dokáže některé stromy roztrhat na kusy a z letících třísek udělat smrtící projektily. Také pochopitelně na větší vzdálenost působí krokové napětí a tlaková vlna vyvolaná bleskem. Typický zvuk na rozdíl od klasického třaskavého zvuku běžného blesku je efekt hlubokého výbuchu, a to proto, že i ve větší vzdálenosti má stále vysokou míru prvorázového hluku způsobeného mnohem větším průměrem bleskového kanálu. Pozitivní blesk je slyšet na mnohem větší vzdálenost, než klasický a ve velkých vzdálenostech ho slyšíme jako hluboké dunění na spodním prahu slyšitelnosti.

### Vulkanické blesky
Dalším případem vzniku blesků je výbuch sopky. Při výbuchu narážejí částice chaoticky mezi sebou. Popel je chrlen vysokými rychlostmi vzhůru (okolo 100 m/s) a dochází k ionizaci. Elektrická nerovnováha se vyrovnává kratšími elektrickými výboji ve formě blesků dlouhých desítky metrů, někdy až 100 metrů. Tento fenomén byl pozorován v roce 2006 vědci v Novém Mexiku, kteří sledovali sopku St. Augustine na Aljašce.
Tyto blesky byly pozorovány činnými sopkami Redoubt, Sakurajima, Eyjafjallajökull nebo při výbuchu Etny.

### Ostatní bleskovité jevy
Blesk může uhodit z oblaku vzhůru stejně jako dolů. V roce 1993 byla zaznamenána barevná světla šlehající z vrchní části bouřkových oblaků – oranžové kruhy s modrými rameny, záblesky modrých světel a obrovské rudé skvrny. Tyto světelné úkazy vystřelují až do výšky 95 kilometrů buď po jednom, nebo v celých sériích.
Mezi ještě vzácnější úkazy pak patří také modré záblesky, putující asi stokilometrovou rychlostí a explodující světelné kotouče, takzvané „skřítky“. Všechny tyto atmosférické výboje vznikají v silném elektrickém poli nad bouřkovými oblaky.

Vznik blesku

## Zásah bleskem
Pokud je člověk mokrý, utrpí při zásahu bleskem menší poškození, než když je suchý. Blesky ročně usmrtí zhruba 24 000 lidí. Dále ročně přímo zahubí 320 milionů stromů.